# ヴァルター＝ペール・フェルギーベル
ヴァルター＝ペール・フェルギーベル（ドイツ語: Walther-Peer Fellgiebel、1918年5月7日 - 2001年10月14日）は、ドイツの軍人、作家。最終階級は陸軍少佐。戦後、騎士鉄十字章受章者協会の中心的人物となった。

## 経歴

### 前半生
ヴァルター＝ペール・フェルギーベルは、1918年5月7日にドイツ帝国のベルリン＝シャルロッテンブルクで生まれた。父親は後に通信兵大将となるエーリヒ・フェルギーベルである。ヴァインヒューベルの小学校、次いでベルリンとアルトデーバーンの中等教育学校で学び、1937年に卒業した。卒業後は国家労働奉仕団に入団し、ハノーファーの戦争学校への入学を以て本格的にドイツ国防軍陸軍へ入隊することとなった。第二次世界大戦勃発直前に砲兵少尉へ昇進している。

### 第二次世界大戦
1939年9月1日に第二次世界大戦が勃発すると、フェルギーベルは第28歩兵師団第28砲兵連隊に配属され、ポーランドへ赴いた。半年後の1940年2月26日、彼は第298歩兵師団第298砲兵連隊へ移動し、砲兵中隊長や副官を務めた。東部戦線の最中に彼は複数回負傷しており、6か月ほど軍病院で過ごしている。その際に戦傷章黒章を受章した。フランスで第28砲兵連隊の砲兵中隊長や副官を短期間担った後、フェルギーベルは南方軍集団の待機司令官となった。
しかし最前線での勤務を熱望したフェルギーベルの要求により、第935軽砲兵大隊へ配属されることになった。この大隊で一級鉄十字章と二級鉄十字章を受章し、4回目の負傷時には戦傷章銀章（後に5回目の負傷を記録し金章）を受章している。1943年7月25日時点で、大隊は第337擲弾兵連隊隷下としてソビエト連邦のドネツ川中央部を占領していた。
1943年9月7日、フェルギーベルは大隊の中隊長として騎士鉄十字章を受章し、大尉へ昇進した。11月頃前線を離れ、1944年の夏までユーターボークの砲兵学校で教鞭を執った。
この頃アドルフ・ヒトラー暗殺未遂事件である7月20日事件が起こったが、父エーリヒがこの事件に関与していたため、フェルギーベルも家族連帯責任懲罰法によって処罰の対象となった。ただし、彼の上官が取りなしてくれたおかげで釈放され、1945年1月には少佐への昇進を果たしている。

### 戦後
第二次世界大戦が終結すると、フェルギーベルは1945年から1948年にかけて農業指導や財産の受託などを通して農業に従事した。1948年に産業取引事務員に転職し、運送会社の代表取締役を経てレンタカー会社を立ち上げた。さらに工業用ガスを扱う会社にも携わっている。1950年には安全マッチ専売会社に入社し、経営者の補佐などをこなしながら支配人にまで上り詰めた。1963年からフランクフルト・アム・マインの執行役会構成員を務め、1975年にドイツ連邦共和国功労勲章を受章した。
2001年10月14日にフランクフルト・アム・マインで死去。

## 協会での活動
フェルギーベルは1954年に騎士鉄十字章受章者協会に入会し、1961年には協会の役員に就任した。1970年に協会の勲爵士委員会で委員長に就き、1985年までその地位にあり続けた。この頃の活動により、『Die Träger des Ritterkreuzes des Eisernen Kreuzes, 1939–1945』の執筆へと至ったが、この本は出版以来長年にわたり、第二次世界大戦期のドイツ軍人に関する資料として活用されてきた。
ただし、フェルギーベル自身はその本が公式な記録ではないと明言している。大戦末期、戦局が著しく悪化したことに伴って、授与基準が崩壊した不完全で未確認の受章推薦が多発していた。勲記などの証拠もない中で、実際に受章したがどうかも定かではない人物が紛れているのも事実である。これを受け、協会は受章に疑問が呈された人物のリストを作成した。作家のヴェイト・シャーザーは、連邦公文書館の資料を分析し、フェルギーベルが本書でまとめた7,322件のうち193件に矛盾があることを指摘している（誤認率2.6％）。
2003年には『Elite of the Third Reich: the Recipients of the Knight's Cross of the Iron Cross, 1939-45』として、英語の翻訳書が出版された。

## 家族
父親は通信兵大将のエーリヒ・フェルギーベルである。ヴァルター＝ペール・フェルギーベル自身は2人の子供を儲けている。

## 叙勲
- 鉄十字章
  - 二級鉄十字章1939年章（1940年7月13日）[5]
  - 一級鉄十字章1939年章（1941年7月30日）[5]
- 1938年10月1日記念メダル
- 1941年/1942年東部戦線冬季戦記章
- 戦傷章
  - 戦傷章黒章（1941年7月30日）[5]
  - 戦傷章銀章（1943年8月3日）[5]
  - 戦傷章金章
- 一般突撃章（1943年9月17日）[5]
- 騎士鉄十字章（1943年9月7日、第935軽砲兵大隊第2砲兵中隊長の中尉として）[5][6]
- ドイツ連邦共和国功労勲章オフィサー（1975年7月4日）

## 著作
- Die Träger des Ritterkreuzes des Eisernen Kreuzes, 1939–1945. Die Inhaber der höchsten Auszeichnung des Zweiten Weltkrieges aller Wehrmachtteile. Podzun-Pallas, Friedberg 1993, ISBN 3-7909-0284-5.
- Fellgiebel, Walther-Peer (2000) [1986] (German). Die Träger des Ritterkreuzes des Eisernen Kreuzes, 1939–1945: Die Inhaber der höchsten Auszeichnung des Zweiten Weltkrieges aller Wehrmachtteile [The Bearers of the Knight's Cross of the Iron Cross 1939–1945 — The Owners of the Highest Award of the Second World War of all Wehrmacht Branches]. Friedberg, Germany: Podzun-Pallas. ISBN 978-3-7909-0284-6
- Fellgiebel, Walther-Peer (2003): Elite of the Third Reich: the Recipients of the Knight's Cross of the Iron Cross, 1939-45, Solihull, West Midlands, England: Helion. ISBN 9781874622468